# Christian Obi
Christian Obi (Lagos, 2 gennaio 1967 – Okigwe, 23 agosto 2024) è stato un calciatore e giocatore di calcio a 5 nigeriano.

## Biografia
Completata la formazione nel settore giovanile dello Julius Berger FC, nel 1985 giunse all'esperienza più importante con le nazionali giovanili giocando le semifinali e la finalina del Campionato mondiale di calcio Under-20 dove la Nigeria conquistò la medaglia di bronzo.
Tre anni più tardi fece parte della spedizione nigeriana ai Giochi della XXIV Olimpiade a Seul. Partendo come dodicesimo dietro a David Ngodigha, guadagnò il posto alla seconda gara e chiuse il girone con la seconda presenza contro l'Australia. La Nigeria non passò il primo turno ed uscì con tre sconfitte su altrettante gare.
Come giocatore di calcio a 5, partecipò al FIFA Futsal World Championship 1992 a Hong Kong dove la selezione africana venne eliminata al primo turno giungendo ultima nel girone con Argentina, Polonia e Hong Kong.
Obi morì il 23 agosto 2024 a causa di un incidente stradale all'età di 57 anni.